# Кубок Узбекистана по футболу 2019
Кубок Узбекистана по футболу 2019 года (узб. Futbol bo‘yicha 2019 yilgi O‘zbekiston kubogi/Футбол бўйича 2019 йилги Ўзбекистон кубоги) — ежегодный турнир, организованный Профессиональной футбольной лигой Узбекистана, на котором участвовали 34 профессиональных клуба из Суперлиги и Про-лиги (без учёта фарм-клубов).
С этого года Кубок Узбекистана стал проводиться в обновленном формате — начиная со стадии 1/64 финала, отборочный цикл проводился по системе «одной игры».
Если исход матча не определен в основное время, играются два дополнительных периода по 15 минут, за которыми следует серия пенальти. 
Финальный матч состоялся 26 октября 2019 года на стадионе «Локомотив» в Ташкенте между ташкентским Пахтакором и АГМК. «Пахтакор» в 12-й раз в своей истории завоевал кубок Узбекистана.

## Спонсор
Впервые с момента основания турнир обрёл титульного спонсора. Им стала компания Coca-Cola (также титульный спонсор Суперлиги 2019 года).

## Участники
Следующие клубы вступили в борьбу за трофей на указанных стадиях:
| 1/32 финала 12 клубов Про-лиги «Б»                                                                                                 | 1/16 финала 10 клубов Суперлиги и 8 клубов Про-лиги «А» | 1/8 финала Призёры Суперлиги и обладатель Кубка | Не участвуют Фарм-клубы и выбывшие в отборочных матчах |
| - Арал - Гиждуван - Заамин - Зарангари - Зирабулак - Иттифок (Навои) - Локомотив БФК - Раш-Милк - Рубин - Туран - Янгиер - Яшнабад | - Актепа - Андижан - Бунёдкор - Бухара - Динамо - Истиклол - Ифтихор - Коканд 1912 - Кызылкум - Машъал - Металлург - Насаф - Нефтчи - Согдиана - Сурхан - Хорезм - Шердор - Шуртан | - АГМК - Локомотив - Навбахор - Пахтакор        | - Андижан-2 - Бунёдкор-2 - Иттифок (Бухара) - Чигатай  |

## Отборочные матчи
| Дата       | Хозяева         | Счёт | Гости            |
| ---------- | --------------- | ---- | ---------------- |
| 19.04.2019 | Чигатай         | 0:1  | Яшнабад          |
| 19.04.2019 | Иттифок (Навои) | 2:1  | Иттифок (Бухара) |

## 1/32 финала
| Дата       | Хозяева       | Счёт           | Гости           |
| ---------- | ------------- | -------------- | --------------- |
| 30.04.2019 | Туран         | 0:1 (д.в.)     | Раш-Милк        |
| 30.04.2019 | Зирабулак     | 4:0            | Янгиер          |
| 01.05.2019 | Зарангари     | 2:0            | Арал            |
| 01.05.2019 | Рубин         | 3:3 (пен. 3:4) | Иттифок (Навои) |
| 01.05.2019 | Яшнабад       | 3:1            | Гиждуван        |
| 01.05.2019 | Локомотив БФК | 0:2            | Заамин          |

## 1/16 финала
| Хозяева     | Счёт  | Гости    |
| ----------- | ----- | -------- |
| Истиклол    | 1 – 2 | Насаф    |
| Иттифок     | 2 – 1 | Ифтихор  |
| Шердор      | 0 – 1 | Актепа   |
| Динамо      | 2 – 3 | Яшнобод  |
| Шуртан      | 3 – 5 | Машал    |
| Коканд-1912 | 2 – 3 | Кызылкум |